# Argemone superba
Argemone superba es una especie de plantas de la familia Papaveraceae. El género Argemone está representado por poco más de 20 especies de regiones templadas y tropicales casi exclusivamente de América, aunque una de ellas, A. mexicana L., ha sido introducida a muchas otras partes del mundo. En México, con frecuencia se les denomina “chicalote”. A algunas se les atribuyen propiedades curativas, especialmente contra afecciones de los ojos y de la piel.
Son plantas de ambientes abiertos, asoleados y muchas han resultado favorecidas por las actividades del hombre, comportándose como malezas; su hábitat preferencial son las parcelas en descanso y los bordes de los caminos. No se conoce con exactitud el área de distribución original de varias de las especies.

## Clasificación y descripción
Planta herbácea anual con látex amarillo, de 30 cm a 1 m de alto; tallo por lo general 1, ampliamente ramificado hacia la parte superior, con relativamente pocas espinas esparcidas; hojas oblongas a elípticas, las inferiores lobadas hasta 4/5 partes de la distancia hacia el nervio medio, hasta de 20 cm de largo y 6 cm de ancho, lóbulos oblongos con dientes agudos terminados en una espina fina, envés y a veces también el haz provistos a menudo de escasas espinas pequeñas, delicadas, sobre las venas principales, por lo común con marcas glaucas manifiestas siguiendo también las venas principales; botones florales subesféricos, su cuerpo de 12 a 16 (18) mm de largo y aproximadamente otro tanto de ancho, con 4 a 12 espinas finas sobre cada sépalo, cuernos apicales rollizos, divergentes, de 7 a 10 (12) mm de largo incluyendo la espina terminal; flores provistas de 1 o 2 brácteas (hojas reducidas) cercanas a su base; pétalos de color amarillo limón a amarillo intenso, de (2.5) 3.5 a 4.5 (5.5) cm de largo y aproximadamente otro tanto de ancho, los exteriores suborbiculares, los interiores ampliamente obovado-obcuneiformes; estambres alrededor de 150, filamentos de color rojo obscuro y anteras parduscas; estigma de color café claro a púrpura, de 2.5 a 3 (4) mm de ancho y 2 a 3 mm de alto, sus lóbulos algo sinuados, estilo corto, de unos 0.5 mm de largo en el fruto; cápsulas 4 a 5-carpelares, cilíndrico-elipsoides, de 3 a 4 cm de largo incluyendo el estigma y de alrededor de 1 cm de ancho, sin tomar en cuenta las espinas, éstas escasas, esparcidas, ascendentes o divergentes, hasta de 6 o 7 mm de largo, en ocasiones mezcladas con unas cuantas mucho más pequeñas; semillas de alrededor de 2 mm de diámetro.

## Distribución
San Luis Potosí, Guanajuato y Querétaro. Al parecer rara y esporádica pero se ha observado como abundante en algunas regiones de San Luis Potosí.

## Hábitat
Planta escasa y de distribución marginal, comportándose como maleza principalmente a orilla de caminos. Altitud 250-1900 m s. n. m. Se le ha encontrado en flor en los meses de diciembre a julio.

## Estado de conservación
No se encuentra bajo algún estatus de protección.